# Vítězný oblouk (Lisabon)
Vítězný oblouk (portugalsky: Arco do Triunfo da Rua Augusta) je stavba na Rua Augusta v Lisabonu.

## Historie
O postavení oblouku bylo rozhodnuto po zemětřesení v roce 1755, první verze však byla v roce 1777 zbořena. V roce 1873 začala nová výstavba podle projektu architekta Veríssima Josého da Costy z roku 1843/44; dokončena byla roku 1875.
Na vrcholu oblouku je sousoší od Calmelse, další sochy na fasádě vytvořil Vitor Bastos. Camelsova alegorie zobrazuje Vítězství, Bastos zpodobnil slavné Portugalce (Nuno Álvares Pereira, Viriato, Vasco da Gama a Marquês de Pombal).
Pod vrcholovým sousoším je nápis: VIRTVTIBVS MAIORVM VT SIT OMNIBVS DOCVMENTO.PPD

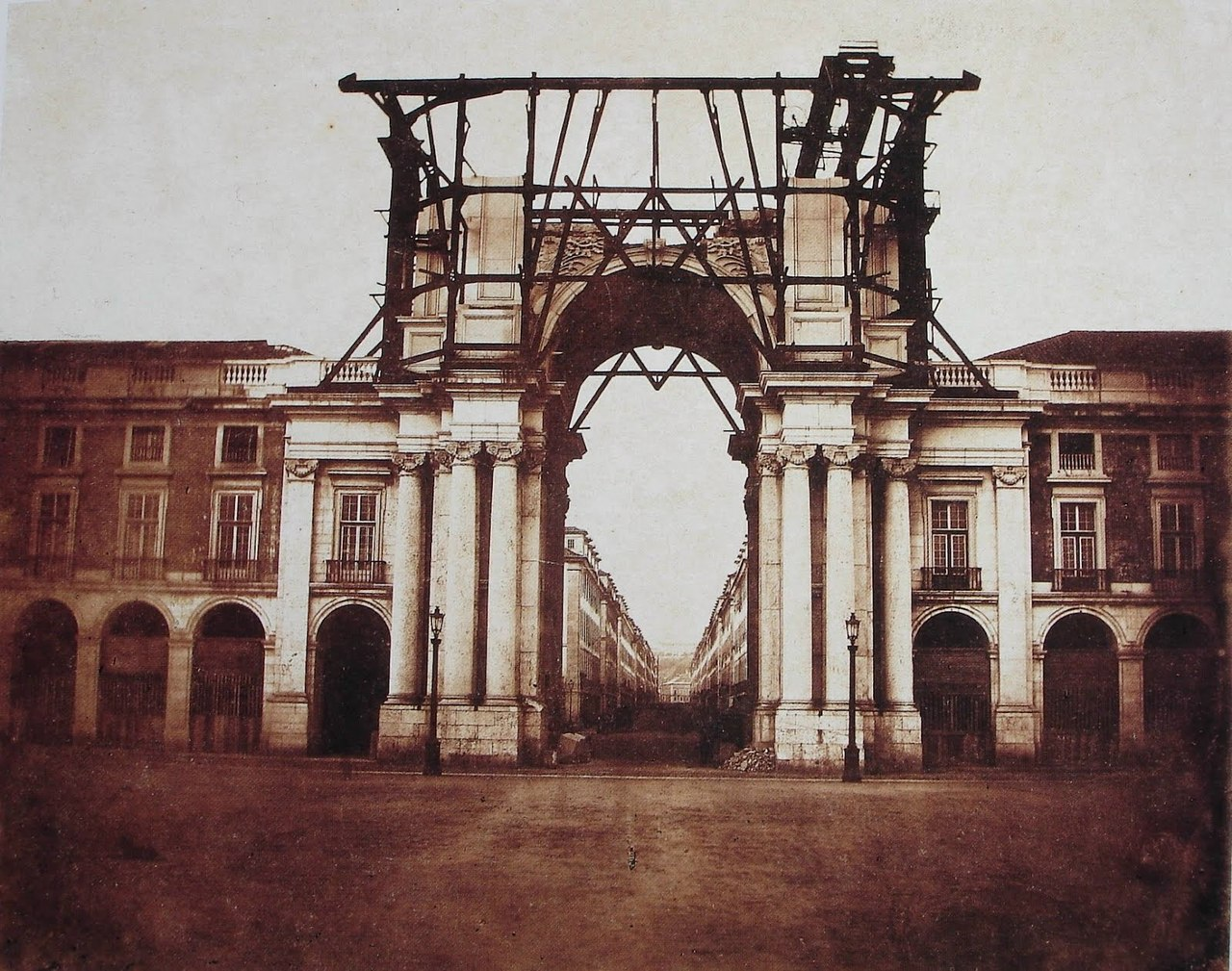
Fotografie stavby vítězného oblouku pořízená průkopníkem fotografie Václavem Cífkou, Čechem působícím u královského dvora v Portugalsku